# Wie vor Jahr und Tag (Lied)
Wie vor Jahr und Tag ist das Titellied des gleichnamigen Albums von Reinhard Mey aus dem Jahre 1974. Die erste Live-Version (nur mit Gitarrenbegleitung) erschien ebenfalls 1974 auf der Doppel-LP 20 Uhr, aufgenommen in der Philharmonie Berlin. Eine Instrumentalversion erschien 1978 auf  M(e)y Instrumentals.
Das Lied beschreibt rückblickend eine Liebesbeziehung, die mit den Jahren gewachsen ist und hat den folgenden Refrain:
Wie vor Jahr und Tag, liebe ich dich doch
Vielleicht weiser nur und bewusster noch
Und noch immerfort ist ein Tag ohne dich
Ein verlor’ner Tag, verlor’ne Zeit für mich
Wie vor Jahr und Tag ist noch immerfort
Das Glück und dein Name dasselbe Wort
Allein, was sich geändert haben mag:
Ich lieb’ dich noch mehr als vor Jahr und Tag
Es gilt als eines der sprachlich gelungensten Liebeslieder Meys, das sich zudem durch eine schöne Melodie auszeichnet. Peter Unfried beschrieb es in der taz einmal als eines der bedeutendsten Liebeslieder für Erwachsene.
Mey schrieb mit Après tant de temps auch eine französische Version des Lieds, die er auf dem 1974 erschienenen Album Frédérik Mey, Vol. 3 veröffentlichte, zudem befand sie sich auch auf der B-Seite der im selben Jahr ausgekoppelten Single Le Politicien. Eine Live-Version erschien 1976 auf dem Live-Album Recital Frédérik Mey à l’Olympia. Der französische Refrain lautet:
Après tant de temps, je t’aime aujourdhui
A la fois lucide et tout ébloui
Et un jour sans toi reste un jour perdu
Comme un jour où je n’aurais pas vécu
Après tant de temps, ton nom m’est toujours
Le seul synonyme pour dire Amour
Et si quelque chose a changé vraiment:
Je t’aime encore plus, après tant de temps
1975 veröffentlichte Mey unter dem Titel Als de dag van toen darüber hinaus eine niederländische Version, für die Karel H. Hille den Text ins Niederländische übertragen hatte. Ihr Refrain lautet:
Als de dag van toen hou ik van jou
Misschien oprechter en bewuster trouw
Want toch steeds weer is een dag zonder haar
een verloren dag niet stil verlangen naar
weer een dag als toen waarop ze zei
Jij bent m’n leven, sta aan mijn zij’
En wat, wat er ook gebeuren mag
Ik hou nog meer van jou, als toen die dag
Das Lied erschien auf dem gleichnamigen niederländischen Album von Mey und als Singleauskoppelung erreichte sie Platz 2 in den niederländischen und Platz 10 in den flämischen Charts. Als de dag van toen erwies sich im niederländischen Sprachraum als anhaltend populär und wurde Im Laufe der Jahre von diversen Musikern gecovert, unter anderem von den belgischen Sängern Sean Dhondt und Dana Winner sowie dem niederländischen Sängern Ernst Daniël Smid und Ron Brandsteder. Der niederländische Trompeter Willy Schobben veröffentlichte eine Instrumentalversion. 1997 veröffentlichte die belgische Popband Mama’s Jasje ihre Version des Lieds und erreichte damit Platz 2 in den flämischen Charts. Es erwies sich als der größte Hit der Band und wurde daher von ihr auch als Titel für ihr Kompilationsalbum Als de dag van toen – Het beste van Mama’s Jasje gewählt. Im Rahmen der Fußballweltmeisterschaft 2006 wurde das Lied für einen Werbespot der niederländischen Nationalmannschaft verwandt.